# Реліктові ґрунти
Реліктові ґрунти (рос. реликтовые почвы, англ. relic soils, нім. Reliktboden (Reliktböden) m pl) — ґрунти минулих часів ґрунтоутворення. Зустрічаються в товщах лесу (рідше — в інших відкладах) у вигляді темних прошарків, часто з кротовинами тощо. Вивчення реліктових ґрунтів дає можливість відтворити умови минулих геологічних епох.
Приклади реліктових ґрунтів:
- фералітні ґрунти в пустелях Австралії;
- ґрунти, що зустрічаються поза областями сучасної багатолітньої мерзлоти, але явні сліди мерзлотних явищ, що несуть;
- ґрунти з потужними гумусовими горизонтами на заліснених терасах річок лісової зони і тому подібне.

Розрізняють власне реліктові ґрунти, в яких основні їх властивості мають реліктовий характер (наприклад, фералітні ґрунти в пустелях або в умовах помірного клімату), і ґрунти з реліктовими ознаками, в яких реліктові межі не грають вирішальної ролі (наприклад, залізисті конкреції в чорноземі, ґрунти, що свідчать про перезволоження у минулому).